# Proclossiana ceretanensis
Proclossiana ceretanensis är en fjärilsart som beskrevs av Deslandes 1930. Proclossiana ceretanensis ingår i släktet Proclossiana och familjen praktfjärilar. Inga underarter finns listade i Catalogue of Life.